# Фетхие
Фе́тхие (тур. Fethiye) — район и город-курорт на юго-западе Турции (ил Мугла). Население — 177 тысяч человек. Город расположен на побережье между Средиземным и Эгейским морями у подножия гор, покрытых сосновыми и кедровыми лесами (крупнейшая из них — вершина Баба). В 40 километрах от города находится аэропорт Даламан. В Фетхие около 285 солнечных дней в году. Курортный сезон здесь начинается в конце марта и продолжается до конца ноября. Неподалёку от города расположен остров Гемиле. В Фетхие гостей принимают множество отелей разной звёздности, также весьма популярны виллы и апартаменты с кухней.

## История

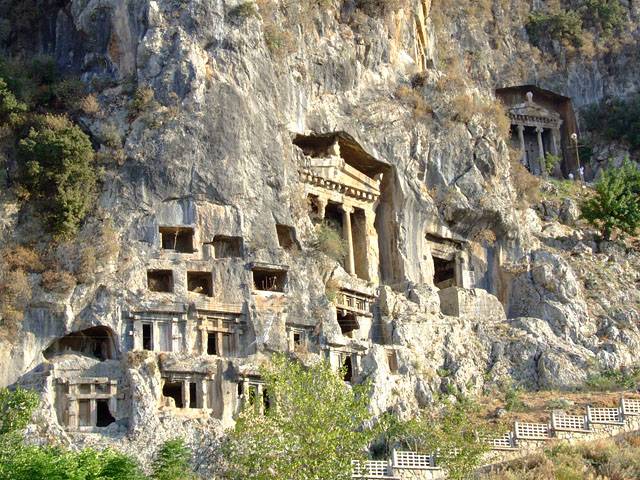
Гробницы в Фетхие

На территории города в античные времена существовал город Телмесс (др.-греч. Τελμησσός). Город был очень известен и являлся центром пророчеств, посвящённым Аполлону. Телмесс поддерживал прочные экономические связи с греческим Родосом и в V веке до н. э. входил в состав контролируемого Афинами Делосского союза.
В 240—197 до н. э. в Телмессе правили Птолемей (сын Лисимаха) и его потомки — сын Лисимах, внук Птолемей и правнучка Береника. По Апамейскому договору (188 до н. э.) Телмесс перешёл к царю Пергама, а в 133 году вошёл в Ликийский союз, имевший статус союзника Рима. В 43 г. н. э. Ликия потеряла независимость и стала римской провинцией.
В VIII веке город был переименован в Анастасиополис (Αναστασιούπολις) в честь византийского императора Анастасия II (713—715). В следующем веке он получил новое название — Макри (Μάκρη — длинный, продолговатый) по названию острова при входе в бухту. Такое имя носил город до 1914 года, когда после выселения греков его переименовали в память о местном уроженце — военном лётчике Фетхи-бее, который погиб во время крушения самолёта в 1914 году.
В 1912 году здесь проживали: турки — 14 242 человек, греки — 9217 человек.
Землетрясения в 1857 году и 1957 году разрушили почти все древние сооружения. В городе сохранились остатки античного римского театра, развалины средневекового рыцарского замка XV века. На склоне горы, примыкающей к городу, хорошо сохранились ликийские гробницы. Самая большая гробница — гробница Аминтаса, на стене которой сохранилась греческая надпись, позволяющая идентифицировать её с Аминтом (Ἀμύντας), сыном Эрмапия (Ἑρμαπίας) — считается, что Аминт был одним из правителей Телмесса. В городе работает Городской музей, в котором представлена коллекция археологических находок и этнологические предметы искусства.

## Туризм
Фетхие — один из известных туристических центров Турции, особенно популярный в летний период. Музей Фетхие, богатый древними и более поздними артефактами, демонстрирует и свидетельствует о последовательной цепи цивилизаций, существовавших в этом районе, начиная с древних ликийцев.
К числу исторических достопримечательностей, которые стоит посетить, относятся: Античный город Кадьянда, Каякёй — заброшенная греческая деревня, Афкуле, Гемилер и Айя Никола. В Фетхие также находится Гробница Аминтаса — большая гробница, построенная в 350 г. до н. э. ликийцами.
Наиболее популярными туристическими городами Фетхие являются: Олюдениз, пляжная зона Чалыш, Хисарёню и Оваджик, Фетхие. Долина бабочек находится в районе Фетхие.
Остров Кызылада в заливе Фетхие, расположенный в 4 милях (6,4 км) от города, является популярным местом для морских экскурсий. Кроме того, здесь есть отличные места для дайвинга, одно из самых известных — Афкуле. В маяке Кызылада на острове расположен ресторан морепродуктов и хостел на девять номеров.

## Города-побратимы
- Белгород-Днестровский[12]